# 斯科特 (喬治亞州)
斯科特（英語：Scott）是位於美國喬治亞州約翰遜縣的一個非建制地區。該地的面積和人口皆未知。

## 地理
斯科特的座標為32°33′07″N 82°40′00″W / 32.55194°N 82.66667°W，而該地的平均海拔高度為110米（即361英尺）。